# 斯文·托费尔特
斯文·托费尔特（瑞典語：Sven Thofelt，1904年5月19日—1993年2月1日），瑞典男子现代五项运动员。他曾参加1928年、1932年、1936年和1948年四届夏季奥运会，其中1928年收获现代五项男子个人金牌，1936年收获击剑男子重剑团体银牌，1948年则收获击剑男子重剑团体铜牌。